# Prozessinformatik
Prozessinformatik (bzw. Prozessdatenverarbeitung) ist die Wissenschaft von der Beobachtung, Steuerung, Regelung (einschließlich der Diagnose), Überwachung, Optimierung, Visualisierung und Protokollierung technischer Prozesse mit Computern. Sie ist einerseits Bestandteil der Angewandten Informatik und andererseits der Kybernetik (Leittechnik) im Allgemeinen und der Automatisierungstechnik (Messen, Steuern, Regeln) im Besonderen. Sie kann als Schnittmenge von Angewandter Informatik und Automatisierungstechnik aufgefasst werden.
Aus Anwendersicht ist Prozessinformatik ein Teilgebiet der Informatik, das sich mit den Anwendungen in der Automatisierungstechnik oder den Naturwissenschaften beschäftigt. Der Computer wird für die Modellierung, Simulation oder Automatisierung von technischen und/oder naturwissenschaftlichen Prozessen eingesetzt. Daher ist die Prozessinformatik auch mit der industriellen Informationstechnik (engl.: Industrial IT) verwandt, bei der es um Informationsgewinnung, -verteilung und -verarbeitung geht. Das Wissensgebiet ist aus den Wissensgebieten Automatisierungstechnik mit den Teilgebieten Mess-, Steuer- und Regelungstechnik, Prozessrechentechnik, Simulationstechnik und Echtzeitprogrammierung entstanden. Es ist eng verwandt mit der Angewandten Informatik.
Da Computer heute ein wichtiges Werkzeug auch in Fachgebieten wie Systemanalyse und Regelungstechnik geworden ist, migrieren viele Fachgebiete der Regelungstechnik hin zu Prozessinformatik oder Prozessautomatisierung. Der Computer ist die wirtschaftlichste Alternative und ein wesentliches Werkzeug für die Systemanalyse, Modellbildung, Simulation, Hardware-in-the-loop-Simulation, Automatisierung, Steuerung und Regelung von technischen und naturwissenschaftlichen Prozessen, Prozessüberwachung, -diagnose und -visualisierung. Der Bereich der Prozessleittechnik kann ebenfalls unter dem Begriff Prozessinformatik subsumiert werden.
Im Gegensatz zur Informatik spielt bei der Prozessinformatik immer die Echtzeitverarbeitung der Signale, d. h. eine gleichzeitige und rechtzeitige Verarbeitung der Daten und Bereitstellung der Ergebnisse, eine entscheidende Rolle. Hinzu kommt die "Digitalisierung", d. h. die amplituden- und zeitdiskrete Darstellung und Berechnung von eigentlich analogen und kontinuierlichen Prozessgrößen. Für die mathematische Darstellung hat sich die z-Transformation bewährt.
Die durch den Siegeszug des Computers seit den 1960er Jahren geschaffenen eigenständigen neuen Wissensbereiche wie digitale Signalverarbeitung, digitale Filter, digitale Regelung können ebenfalls unter dem Oberbegriff Prozessinformatik zusammengefasst werden.